# كلوسة
كلوسة (بالفارسية: کلوسه) هي قرية تقع في قسم بشتكوة موغوئي الريفي في إيران. يقدر عدد سكانها بـ 691 نسمة بحسب إحصاء 2016.